# 荒川警察署
荒川警察署（あらかわけいさつしょ）は、東京都にある警視庁が管轄する警察署の一つである。第六方面本部所属。
荒川区の中央部を管轄している。
署員数およそ240名、識別章所属表示はSG。

## 所在地
- 東京都荒川区荒川三丁目1番2号
  - 最寄駅：東京都交通局都電荒川線荒川区役所前停留場

## 施設
- 代用刑事施設（留置場）

## 管轄区域
荒川区
- 荒川一・二・三・四・五・六・七・八丁目（全域）
- 東日暮里一丁目（一部を除く）、二・三・四・五・六丁目（東日暮里一丁目の一部は南千住警察署の管轄）
- 西日暮里一・二・三・四・五・六丁目（全域）
- 町屋一・二・三・四・八丁目（町屋五・六・七丁目は尾久警察署の管轄）

## 沿革
- 1946年（昭和21年）5月28日：日暮里警察署および三河島警察署が統合、荒川警察署開設。
- 1982年（昭和57年）11月：現庁舎完成。

## 組織
- 警務課
- 交通課
- 警備課
- 地域課
- 刑事組織犯罪対策課
- 生活安全課

## 交番
- 東日暮里交番（荒川区東日暮里2丁目27番3号）
- 西日暮里六丁目交番（荒川区西日暮里6丁目5番7号）
- 三河島駅前交番（荒川区西日暮里1丁目6番8号）
- 荒川五丁目交番（荒川区荒川5丁目1番1号）
- 町屋交番（荒川区町屋1丁目1番5号）
- 日暮里駅前交番（荒川区西日暮里2丁目19番7号）
- 西日暮里駅前交番（荒川区西日暮里3丁目5番1号）

駐在所はなし。

## 廃止された交番
- 荒木田交番（荒川区町屋6丁目1番16号）※2007年3月で町屋交番に統合され廃止。現在は荒川区荒木田安全・安心ステーションとなっている。
- 町屋二丁目交番（荒川区町屋2丁目20番13号）※2007年3月で町屋交番に統合され廃止。現在は荒川区町屋安全・安心ステーションとなっている。
- 峡田交番（荒川区荒川2丁目28番15号）※2007年3月で町屋交番に統合され廃止。現在は荒川区峡田安全・安心ステーションとなっている。
- 日暮里本通交番（荒川区東日暮里5丁目2番2号）※2007年3月で日暮里駅前交番に統合され廃止。2007年10月23日、第二日暮里小学校敷地内に荒川区日暮里安全・安心ステーションとして開所したが、唯一荒川警察署の公式サイトには記載されていない。

## 主な未解決事件
- 西日暮里二丁目区立諏訪台中学校前路上殺人事件[1]
- 荒川区路上男性会社員刺殺事件